# Ancistrocladus heyneanus
Ancistrocladus heyneanus es una especie de liana endémica de los Ghats occidentales en el sudoeste de la India. 

## Propiedades
Se espera que sea útil en el tratamiento del SIDA. En la planta se encuentra el principio activo
ácido betulínico.

## Taxonomía
Ancistrocladus heyneanus fue descrita por Wall. ex J.Graham y publicado en A Catalogue of the Plants Growing in Bombay and its Vicinity 28. 1839.